# Amsacta paolii
Amsacta paolii är en fjärilsart som beskrevs av Emilio Berio 1936. Amsacta paolii ingår i släktet Amsacta och familjen björnspinnare. Inga underarter finns listade i Catalogue of Life.